# Mouna Karray
Mouna Karray, född 1970 i Sfax, är en tunisisk fotograf.  Hon är utbildad i Tunis och Tokyo, och nu verksam i Sfax och Paris. 

## Utställningar

### Egna utställningar
- Nobody will talk about us,  Tyburn Gallery, London (2016)[1]
- Murmurer, Galerie El Marsa, Tunis (2011)
- The cut-out, Diwan Dar el Jeld de la Medina, Tunis (2004)

### Kollektiva utställningar (urval)
- Dak'Art, Dakar (2016)[2]
- The Sea is my Land, MAXXI, Rom (2013)
- Ici, ailleurs, Friche la Belle de Mai, Tour-Panorama, Marseille (2013)
- The Bamako Encounters, Calouste Gulbenkian Foundation, Lissabon (2013)
- Bright Future Contemporary Art from Tunisia, Ifa Gallery Stuttgart (2013)
- #COMETOGETHER: LONDON, Edge of Arabia. Old Truman Brewery, London (2012)
- Bright Futur Contemporary Art from Tunisia, Ifa Gallery Berlin (2012)
- Dream City, 3rd edition, Sfax, Tunis (2012)
- The Bamako Encounters, BOZAR , Bryssel (2012)
- Chkoun Ahna, Musée National de Carthage, Tunisien (2012)
- Dégagement… La Tunisie un an après, Institut du Monde Arabe, Paris (2012)
- Les 9e Rencontres de la photographie, Bamako (2011)
- A Useful Dream, BOZAR, Bryssel (2010)
- PICHA, Image encounters, Lubumbashi  (2010)
- L'autre bord #1, Galerie des grands bains douches, Marseille  (2010)
- Photoquai, Musée du Quai Branly, Paris (2009)
- Spot on Bamako 2007, IFA gallery, Stuttgart (2009)
- Women of images, snatches of intimacy, Centre Culturelle Française a Beyrouth, Libanon (2009)